# Disco 2 (Pet Shop Boys)
Disco 2 is het tweede remixalbum van de Pet Shop Boys. Het album bevat remixen van nummers van het album Very en van B-kanten van de singles die van het album werden uitgebracht.

## Geschiedenis
Het album verscheen in 1994 op het Parlophone-label van EMI en was het tweede in een reeks van remixalbums. Het eerste album Disco kwam uit in 1986. Disco 3 verscheen in 2003, en het voorlopig laatste deel uit de reeks, Disco 4, in 2007.

## Tracks
1. Absolutely Fabulous (Rollo Our Tribe Tongue-in-Cheek mix) (00:29)
2. I wouldn't normally do this kind of thing (Beatmasters Extended Nude mix) (04:15)
3. I wouldn't normally do this kind of thing (DJ Pierre Wild Pitch mix) (02:59)
4. Go West (Farley & Heller mix) (03:40)
5. Liberation (E Smoove 12" mix) (06:09)
6. So hard (D. Morales Red Zone mix) (02:48)
7. Can you forgive her? (Rollo dub) (04:03)
8. Yesterday, when I was mad (Junior Vasquez Fabulous dub) (04:54)
9. Absolutely Fabulous (Rollo Our Tribe Tongue-in-Cheek mix) (06:01)
10. Yesterday, when I was mad (Coconut 1 12" mix) (02:12)
11. Yesterday, when I was mad (Jam & Spoon mix) (05:01)
12. We all feel better in the dark (Brothers In Rhythm After Hours Climax mix) (05:21)

## Remixers
1. Rollo en Rob D.
2. Beatmasters
3. DJ Pierre
4. Heller & Farley
5. E Smoove
6. David Morales
7. Rollo
8. Junior Vasquez
9. Rollo en Rob D.
10. Coconut 1
11. Jam & Spoon
12. Brothers In Rhythm en Paul Wright

## Speciale uitgave
In de Verenigde Staten is een speciale uitgave van Disco 2 uitgebracht als dubbel-cd in een beperkte oplage. De tweede cd bevat B-kanten van singles van het album Very, die eerder niet in de VS waren uitgebracht. Tracks:
1. Decadence (03:55)
2. Some speculation (06:33)
3. Euroboy (04:28)
4. Yesterday, when I was mad (RAF Zone Dub Mix) (05:37)
5. I wouldn't normally do this kind of thing (7" Mix) (04:45)

## Trivia
- In tegenstelling tot de overige delen uit de Disco-reeks is Disco 2 een lange megamix, terwijl op de andere Disco-albums de nummers als afzonderlijke tracks zijn opgenomen. Het album werd gemixt door DJ Danny Rampling.
- Doordat het album een megamix is zijn geen van de opgenomen nummers in hun geheel te horen. Van sommige tracks is minder dan de helft van het originele nummer te horen.
- Voor het mixen is gebruikgemaakt van vinyl, wat soms te horen is op de cd-versie van het album.
- Oorspronkelijk was het de bedoeling om een uitgebreidere versie van het album Relentless, dat in 1993 als speciale uitgave verkrijgbaar was met het album Very, uit te brengen. Op dit album zouden nummers van Relentless gemixt worden met recente remixen.
- De Disco-albums zijn niet opnieuw uitgebracht bij de albumheruitgaven van 2001.